# Boris Choumiatski
Boris Zakharovitch Choumiatski (en russe : Борис Захарович Шумяцкий) est un homme politique soviétique, né le 4 novembre 1886 et mort le 29 juillet 1938.
D'abord apprenti, puis ouvrier des chemins de fer de Tchita, Choumiatski devient membre du Parti ouvrier social-démocrate de Russie en 1903. Lors de la révolution russe de 1905 il dirige un groupe des insurgés à Krasnoïarsk.
Recherché par la police entre deux révolutions, il part pour l'Argentine en 1911-1913. Ses publications paraissent dans la Pravda à partir de 1914.
Lors de la Guerre civile russe, Choumiatski rejoint le réseau de résistance en Sibérie. Il est opposé au Traité de Brest-Litovsk. Depuis le décembre 1918, il préside le comité révolutionnaire du district de la Sibérie orientale. Commissaire politique de l'Armée rouge depuis le juillet 1919, il préside le comité révolutionnaire du Gouvernement de Tioumen entre l'octobre 1919 et le janvier 1920. A partir du mois de décembre 1920, il est président du comité exécutif du Gouvernement du Ienisseï.
En 1922, il s'oppose au projet du Commissariat du peuple aux nationalités dirigé alors par Joseph Staline au sujet de l'autonomie de la Bouriatie et réussit à négocier la création de la République socialiste soviétique autonome bouriate.
En 1923-1925, Choumiatski est envoyé en mission diplomatique en Iran, nommé doyen du corps diplomatique à Téhéran. Membre du comité du parti communiste de l'oblast de Leningrad à partir de 1925, il devient ensuite recteur de l'Université communiste des travailleurs de l'Est sous l’égide du Komintern et de l'Université Plekhanov.
Ministre du cinéma dans les années 1930, il dirige le Soyouzkino; administration centrale qui avait pour but de contrôler et encadrer l'ensemble de l'industrie cinématographique.
Boris Choumiatski rêvait d'une industrie cinématographique soviétique extrêmement puissante, il avait une grande admiration pour le mode de production hollywoodien, très opposé à Sergueï Eisenstein, il voulait « faire du cinéma pour des millions », il entreprit également l'application de nouvelles doctrines en termes d'art, mais il sera ensuite exécuté pendant les procès de Moscou, à la suite de plusieurs échecs dont celui de la production du Pré de Béjine en 1937, mais surtout car il était accusé d'être un espion anglais. Il sera réhabilité en 1956.